# Porano
Porano ist eine italienische Gemeinde (comune) mit 1848 Einwohnern (Stand 31. Dezember 2023) in der Provinz Terni in der Region Umbrien.

## Geografie

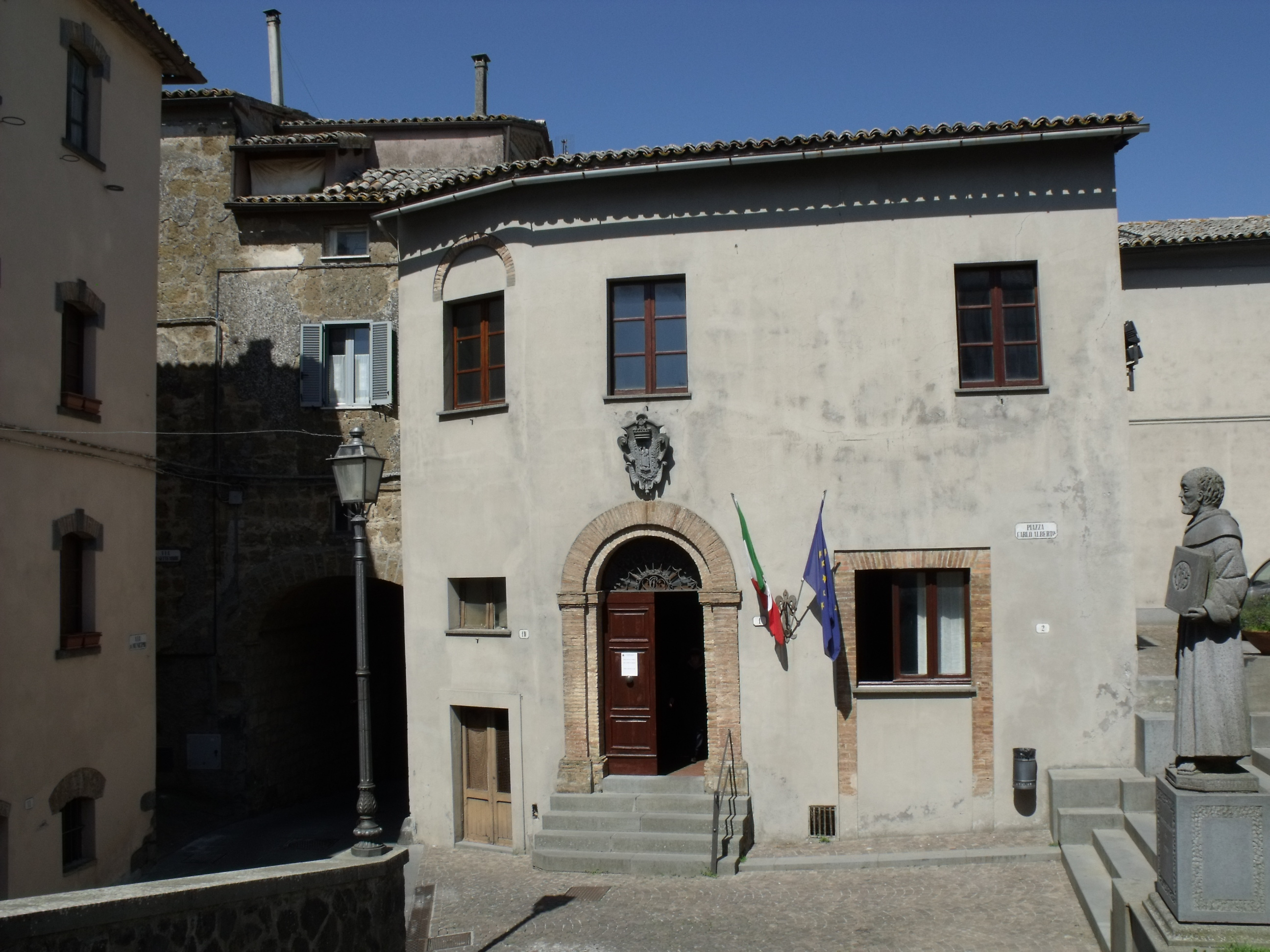
Rathaus von Porano mit der Statue des hl. San Bernardino da Siena

Die Gemeinde erstreckt sich über rund 14 km². Sie liegt etwa 50 km südwestlich von Perugia und rund 45 km nordwestlich von Terni. Der Ort ist Teil der Comunità montana Monte Peglia e Selva di Meana und hat keine weiteren Ortsteile.
Die Nachbargemeinden sind Lubriano (VT) und Orvieto.

## Geschichte
Die Grabstätten der Etrusker auf dem Gemeindegebiet (ca. 2 km nördlich zwischen Orvieto und Porano) deuten auf einen etruskischen Ort hin, aber erst im 12. Jahrhundert entstand der Hauptort auf dem Hügel. Das Castrum (Burg) wird erstmals im 14. Jahrhundert dokumentiert, als die Orvieter Familie der Avveduti den Ort als Lehen führte. Am Anfang des 15. Jahrhunderts eroberte Ladislao d’Angiò den Ort, der danach mit der in der Nähe liegenden Festung Castel Rubello unter der Herrschaft von Orvieto verblieb. Am Ende des 16. Jahrhunderts wurde der Ort in den Kirchenstaat integriert. Dort blieb der Ort bis 1860, als Umbrien im Zuge des Risorgimento Region Italiens wurde. 1927 wurde der Ort in die neugegründete Provinz Terni eingeteilt.

## Sehenswürdigkeiten

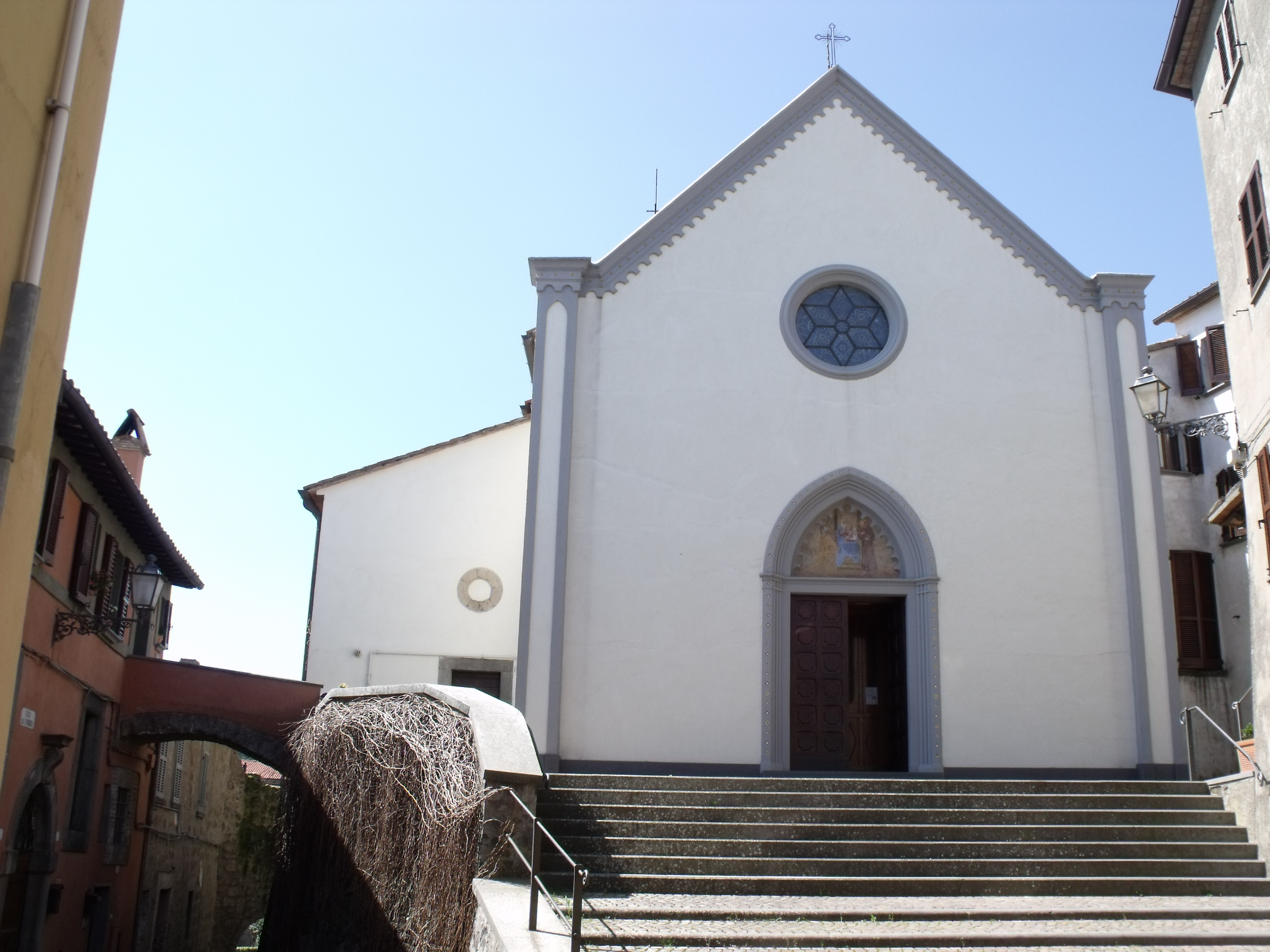
Chiesa di San Biagio

- Castel Rubello, Burg aus dem 12. Jahrhundert
- Chiesa di San Biagio, bereits im 13. Jahrhundert dokumentierte Kirche. Sie enthält ein Weihwasserbecken von Rutilio Laurenzi aus dem Jahr 1608.
- Tomba degli Hescana, Grabstätte der Etrusker mit Wandmalereien. Benannt nach der etruskischen Familie der Hescana. Die Grabstätten Golini I und II gehören ebenfalls zum Komplex, wurden aber nach ihrem Entdecker benannt. Die Malereien dieser Gräber wurden ins Museo archeologico di Orvieto transferiert.[2]

## Gemeindepartnerschaften
- Caudrot, Département Gironde, Frankreich, seit 1976